# Bruno Huber
Bruno Huber (?, 1930. november 29. – ?, 1999. november 3.) svájci asztrológus és pszichológus. 1968-ban feleségével, Louise Huberrel megalapította az Asztrológiai Pszichológiai Intézetet, amely nemzetközileg is elismert asztrológiai iskolává vált. 
Humanista és pszichológiai elvek adták az elméletük alapján, Roberto Assagioli pszichoszintézis-elméletén alapulva. 
Az iskola kezdetben személyes oktatást, majd 1973-tól bizonyítványt nyújtó képzést kínált. 
Ezt követően Huber iskolákat hoztak létre az Egyesült Királyságban és Spanyolországban. 
Huberék tanításaikat könyvekben összegezték, amelyeket később számos nyelvre lefordítottak. Holisztikus asztrológiai pszichológiainak nevezett módszerük világszerte népszerű.

## A kezdetek, házassága
A fiatal Bruno Huber mohón érdeklődött az asztrológia, a pszichológia és a filozófia iránt, de akkoriban kiábrándult az asztrológia gyakorlatából.
1952-ben találkozott Louise asztrológussal és ezoterikussal, akivel gyorsan szorossá vált a kapcsolatuk. 
Egy évvel később összeházasodtak, és Zürichben éltek.

## Asztrológiai karrier
1956-ban 2-3 évig részt vettek az Arcane School genfi fiókjának felállításában.
1958-ban Hubert meghívták Roberto Assagioli Pszichoszintézis Intézetébee Firenzébe, aminek eredményeként a pár három évet töltött ott, és segítette az intézet vezetését és Assagioli pszichoszintézisének dokumentálását. 
Ebben az időszakban Bruno kiterjedt kutatásokat tudott végezni Assagioli pácienseinek horoszkópja és pszichológiai profilja terén, és végül olyan elméleteket dolgozott ki a horoszkóp értelmezésére vonatkozóan, amelyek az asztrológiai pszichológianak nevezett vagy a Huber asztrológia alapját képezték.
1963-ban a pár visszatért Zürichbe. 
1968-ban Huber és felesége, Louise szemináriumokat kezdtek tartani kutatásaik eredményeiről, és megalapították az Asztrológiai Pszichológiai Intézetet (API). 
A településen hamar lettek követőik, és az oktatási tevékenység rohamosan fejlődött, egyre messzebbre került Svájcban és Németországban, majd nemzetközi konferenciákon, valamint az USA-ban, az Egyesült Királyságban, Spanyolországban és Brazíliában.
A 2000-es évek elejére hallgatók tízezrei vettek részt a kurzusokon, és az egyenértékű kurzusok a spanyolországi és az egyesült királyságbeli Huber Iskolákon keresztül érhetők el.
1981-től a Huberék jelentős szerepet vállaltak a svájci asztrológiai világkonferenciák létrehozásában, megszervezésében és a háromévente megrendezett előadásokban.

## Az egészségének romlása és halála
1991-ben Bruno Huber szívrohamot kapott, bár továbbra is dolgozott. 
1999-ben halt meg, és a tanítás folytatódott felesége, Louise vezetésével.

## Megjelent munkák
1974-ben Bruno és Louise Huber kiadót alapított, és fokozatosan megjelent egy könyvsorozat. A sorozat több kötete megjelent később angol és spanyol nyelven. 
A könyveket Bruno és Louise Huber közösen adták ki, először németül jelentek meg, kivéve, azoknál a könyveknél, amelyeknél az alábbi listában meg van jelölve.
Az eredeti német kiadás dátuma és az angol fordítások címe:
- 1981-84 Astrological Psychosynthesis (Bruno Huber, German edition published in 3 volumes)
- 1981 Reflections & Meditations on the Signs of the Zodiac (Louise Huber)
- 1985 Life Clock III / Astrology as a Spiritual Path / Transformation (change of title from first edition)
- 1991 Moon Node Astrology
- 1995 Astro Glossarium I (Bruno Huber, German only)
- 1999 Aspect Pattern Astrology
- 2002 The Planets and their Psychological Meaning
- 2006 Astrology and the Seven Rays (first published in English)

### Magyar nyelven megjelent könyv
Kónya Albert fordításában: Bruno Huber – Louise Huber: Asztrológiai házak
Bertalan Éva fordításában: Életkönyv – Asztrológiai biográfia

## Forrás
https://www.astrologieheute.com/Artikel/ArtNr/1971
https://www.worldcat.org/title/1262224364

## Fordítás
- Ez a szócikk részben vagy egészben  a   Bruno Huber című angol Wikipédia-szócikk fordításán alapul.  Az eredeti cikk szerkesztőit annak laptörténete sorolja fel. Ez a jelzés csupán a megfogalmazás eredetét és a szerzői jogokat jelzi, nem szolgál a cikkben szereplő információk forrásmegjelöléseként.